# Nitisol
Een Nitisol (in de World Reference Base for Soil Resources) is een diepe, goedgedraineerde, sterk verweerde, rode tropische bodem. Deze gronden hebben diffuse grenzen tussen de verschillende horizonten, een B-horizont met minstens 30 % klei en een goed ontwikkelde blokvormige structuur die echter gemakkelijk in kleine nootvormige elementjes uiteenvalt. Nitisols hebben een vrij hoge kationenomwisselingscapaciteit, die voor een belangrijk deel aan de organische stof is toe te rekenen. Ze komen overeen met subgroupen van de Alfisolen en Ultisolen in de USDA Soil Taxonomy.
Nitisolen zijn ontwikkeld in fijne getextureerde verweringsproducten van een neutraal tot basisch moedergesteente, soms vermengd met recente vulkanische as. De bodems bevatten de kleimineralen kaoliniet en halloysiet.
Deze gronden worden vooral aangetroffen in vlak tot heuvelachtig gebied met als natuurlijke vegetatie tropisch regenwoud of savannah.
Nitisols zijn diepe gronden met voor landbouw gunstige bodemfysische eigenschappen. Vergeleken met andere tropische gronden, als Ferralsols, Lixisols en Acrisols, worden Nitisols beschouwd als vruchtbare bodems. Ondanks de lage natuurlijke bodemvruchtbaarheid behoren Nitisols, door het toevoegen van meststoffen, met name fosfor, tot de meest productieve gronden in de tropen.
Nitisolen beslaan wereldwijd ongeveer 200 miljoen hectare. Ruim de helft van de Nitisols zijn te vinden in tropisch Afrika, met name in de hooglanden van Ethiopië, Kenia, Congo en Kameroen.

## Literatuur

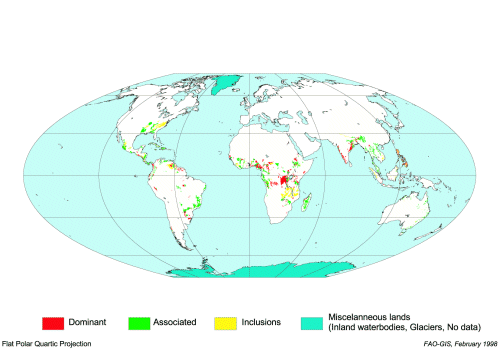
Voorkomen van Nitisols